# 17952 Folsom
A 17952 Folsom (ideiglenes jelöléssel 1999 JT19) a Naprendszer kisbolygóövében található aszteroida. A LINEAR projekt keretében fedezték fel 1999. május 10-én.